# Cerebratulus communis
Cerebratulus communis är en djurart som tillhör fylumet slemmaskar, och som beskrevs av Tadahiro Takakura 1898. Cerebratulus communis ingår i släktet fläsknemertiner, och familjen Cerebratulidae. Inga underarter finns listade i Catalogue of Life.